# Aeroportul John Wayne
Aeroportul John Wayne (IATA: SNA, ICAO: KSNA, FAA LID: SNA) este un aeroport din Santa Ana, California, Comitatul Orange, California, California, Statele Unite ale Americii ce deservește zona Comitatul Orange. Aeroportul a fost tranzitat în 2023 de 11.741.325 de pasageri. A fost numit după John Wayne.
Situat la o altitudine de 17 m, aeroportul dispune de 2 piste. Este operat de Comitatul Orange, California.

## Infrastructură

### Piste
Aeroportul dispune de 2 piste. Pista 2L/20R are suprafața de asfalt și dimensiunile 5.701 picioare × 150 picioare. Pista 2R/20L are suprafața de asfalt și dimensiunile 2.887 picioare × 75 picioare. 